# Orlovac Zdenački
Orlovac Zdenački (též pouze Orlovac, česky Orlovec Zdenecký, srbsky Орловац Зденачки) je vesnice v Chorvatsku v Bjelovarsko-bilogorské župě, spadající pod opčinu města Grubišno Polje. Nachází se asi 2 km jihozápadně od Grubišna Polje. V roce 2011 zde žilo 285 obyvatel. V roce 1991 bylo 25,42 % obyvatel (89 z tehdejších 350 obyvatel) české národnosti, hlavní národnostní skupinou jsou však Srbové.

## Sousední sídla
| Růžice kompasu | Grbavac     | Velika Barna     | Grubišno Polje | Růžice kompasu |
| Růžice kompasu | Mali Zdenci | Sever            | Poljani        | Růžice kompasu |
| Růžice kompasu | Mali Zdenci | Orlovec Zdenački | Poljani        | Růžice kompasu |
| Růžice kompasu | Mali Zdenci | Jih              | Poljani        | Růžice kompasu |
| Růžice kompasu | Končanica   |                  |                | Růžice kompasu |